# ليلاند ويلكينسون
ليلاند ويلكينسون (بالإنجليزية: Leland Wilkinson)‏ هو إحصائي وعالم حاسوب أمريكي، ولد في 1944.